# Луїс де ла Фуенте
Це стаття про іспанського футболіста, а потім тренера. Про однойменного мексиканського футболіста див. статтю Луїс де ла Фуенте і Ойос
Луїс де ла Фуенте (ісп. Luis de la Fuente, нар. 21 червня 1961, Аро) — іспанський футболіст, що грав на позиції лівого захисника та півзахисника. Після завершення ігрової кар'єри — тренер. З 2022 року очолює тренерський штаб збірної Іспанії.

## Ігрова кар'єра
Народився 21 червня 1961 року в місті Аро. Вихованець футбольної школи клубу «Атлетік Більбао». З 1978 року виступав за резервну команду, «Більбао Атлетік», у якій провів чотири сезони в Сегунді Б, взявши участь у 59 матчах чемпіонату.
8 березня 1981 року дебютував за першу команду «Атлетік Більбао» у матчі Ла Ліги, вийшовши на заміну в другому таймі проти «Валенсії» (0:0). Відіграв за клуб з Більбао наступні сім сезонів своєї ігрової кар'єри. Більшість часу, проведеного у складі «Атлетика», був основним гравцем команди. За цей час двічі поспіль виборював титул чемпіона Іспанії, а 1984 року виграв також Кубок Іспанії, зробивши «золотий дубль».
У липні 1987 року уклав контракт з «Севільєю», у складі якої провів наступні чотири роки своєї кар'єри гравця. Граючи у складі «Севільї» також здебільшого виходив на поле в основному складі команди. 1991 року за 20 млн песет повернувся назад у «Атлетік Більбао», але цього разу вже не був основним гравцем, зігравши лише 22 матчі за два сезони.
Завершував професійну ігрову кар'єру у клубі «Алавес», за який виступав протягом 1993/94 років, взявши участь у 30 матчах Сегунди Б.

## Кар'єра тренера
Розпочав тренерську кар'єру в клубі «Португалете» в регіональних лігах. Після цього 2000 року його призначили головним тренером клубу Сегунди «Ауррера» (Віторія), але звільнений у березні наступного року.
З 2001 року працював з юнацькими командами «Севільї», а 2005 року перейшов на цю ж роботу у рідний «Атлетік Більбао». Також у 2006—2007 і 2009—2010 роках де ла Фуенте працював із резервною командою, «Більбао Атлетік».
13 липня 2011 року очолив клуб Сегунди Б «Алавес», але вже 17 жовтня був звільнений через низькі результати (3 перемоги, 4 нічиї та 2 поразки).
5 травня 2013 року очолив юнацьку збірну Іспанії, з якою виграв Юнацький чемпіонат Європи 2015 року до 19 років в Греції, а з командою до 18 років виграв Середземноморські ігри у 2018 році.
24 липня 2018 року, після звільнення Альберта Селадеса, очолив молодіжну збірну Іспанії. З цією командою виграв молодіжний чемпіонат Європи 2019 року в Італії та став півфіналістом наступного молодіжного чемпіонату Європи 2021 року  в Угорщині та Словенії.
Улітку 2021 року де ла Фуенте керував олімпійською збірною Іспанії на футбольному турнірі Олімпійських ігор-2020 в Токіо, привівши свою команду до срібних нагород.
У грудні 2022 року призначений головним тренером збірної Іспанії з футболу.

## Титули і досягнення

### Як гравця
- Чемпіон Іспанії (2):

«Атлетік Більбао»: 1982/83, 1983/84
- Володар Кубка Іспанії (1):

«Атлетік Більбао»: 1983/84

### Як тренера
- Переможець юнацького (U-19) чемпіонату Європи (1):

Іспанія U-19 : 2015
- Переможець Середземноморських ігор (1):

Іспанія U-18 : 2018
- Переможець молодіжного (U-21) чемпіонату Європи (1):

Іспанія U-21: 2019
- Чемпіон Європи (1):

Іспанія: 2024
- Переможець Ліги націй УЄФА (1):

Іспанія: 2022-23
- Срібний олімпійський призер (1): 2020